# Gomes Lourenço de Avelar
Gomes Lourenço de Avelar (1336 - 1374) foi um religioso, nobre, militar e diplomata português.

## Biografia

### Família
O Conde D. Pedro não o refere. Documenta-se que seu filho Sancho Gomes de Avelar era primo de Lourenço Martins de Avelar, o filho legítimo do Mestre da Ordem de São Bento de Avis D. Frei Martim Martins de Avelar, pelo que tudo se conjuga (parentesco, sucessão, patronímico, cronologia e ligações) para ser o Gomes Lourenço de Avelar que se documenta em 1345 filho menor de Lourenço Martins de Avelar (c. 1288 - d. 1345), Copeiro-Mor da Casa da Rainha D. Beatriz de Castela, e de sua mulher Beatriz Anes (Castela, c. 1290 - 13??), Castelhana, Colaça da Rainha D. Beatriz, e neto paterno de Martim Esteves de Avelar e de sua mulher Maria Martins.

### Cargos
Gomes Lourenço de Avelar começou por ser Clérigo. Aos 17 anos era já Cónego prebendado da Sé de Lisboa e raçoeiro (tinha ração) da Igreja de Santa Maria de Sintra. A Rainha D. Beatriz solicitou, então, uma dispensa de idade para ele poder aceder a um canonicato e a uma prebenda em Coimbra, a que o Papa Inocêncio VI acedeu a 31 de Agosto de 1353, para quando tivesse 20 anos. A 6 de Dezembro de 1363 Gomes Lourenço de Avelar, Clérigo, foi apresentado por D. Pedro I como Abade de São Tiago da Torre de Moncorvo. A 3 de Maio de 1364 era já Cónego prebendado de Coimbra, raçoeiro de Santa Maria de Sintra e Abade de São Tiago da Torre de Moncorvo, além de familiar e comensal do Infante D. Fernando, quando foi beneficiário dum pedido ao Papa Urbano V do Rei D. Pedro I e do dito Infante sobre a Tesouraria de Coimbra e a posse de um canonicato e prebenda na Sé de Lisboa.
Abandonou depois a vida religiosa e foi Cavaleiro, Vassalo, Guarda-Mor e Embaixador a Inglaterra de D. Pedro I de Portugal e Guarda-Mor do Infante D. Fernando, futuro Rei D. Fernando I de Portugal, e Fronteiro de Cidade Rodrigo.
A 5 de Março de 1367 teve Carta de Mercê de Alcaide-Mor do Castelo de Tavira. Na confirmação a seu filho, diz-se que D. Fernando I lhe deu de juro e herdade, como seu 1.º Senhor, a Terra ou lugar de Cascais e seu termo com seu Castelo como Alcaide-Mor e os Reguengos de Algés e de Oeiras e a Quinta de Marim, no termo de Faro, a 14 de Março de 1369, confirmado por Carta de Doação de 8 de Abril de 1370.
Enquanto fronteiro resistiu  durante os dois meses e meio (primeiro trimestre de 1370) ao cerco que tropas castelhanas de D. Enrique II de Castela fizeram à Ciudad Rodrigo, apesar das forças– muito superiores às portuguesas.
Por desentendimentos com o Rei, em 1373 refugiou-se em Castela e esteve com o Papa Gregório XI na guerra que este mantinha na Península Itálica, e perdeu os seus bens, nomeadamente Cascais, que D. João I devolveu ao filho. Mas, já em 1374, o referido Papa solicitou à coroa portuguesa a devolução a Gomes Lourenço de Avelar das terras que perdera pelos serviços que lhe prestara. Não se sabe se chegou a regressar ou se morreu em Roma.
Por sua perda, contudo, D. Fernando I deu Cascais a seu meio-tio D. Henrique Manuel de Vilhena, por mercê de 7 de Junho de 1373. Só mais tarde, a 20 de Setembro de 1384, já com D. João I de Portugal, seu filho Sancho Gomes de Avelar teria estes Senhorios de juro e herdade como 2.º Senhor e Alcaide-Mor na sua família.
Tem uma placa comemorativa em sua homenagem num dos muros da Cidadela de Cascais.

### Casamento e descendência
Também não se sabe o nome da sua mulher, embora se saiba que foi sepultada na Sé de Lisboa. Casou e teve um único filho: 
- Sancho Gomes de Avelar, 2.° Senhor de Cascais, acima mencionado